# Cnemotrupes occidentalis
Cnemotrupes occidentalis är en skalbaggsart som beskrevs av Horn 1880. Cnemotrupes occidentalis ingår i släktet Cnemotrupes och familjen tordyvlar. Inga underarter finns listade i Catalogue of Life.